# تام استاپارد
تام استاپارد (انگلیسی: Tom Stoppard؛ زادهٔ ۳ ژوئیهٔ ۱۹۳۷) یک نمایش‌نامه‌نویس، و فیلم‌نامه‌نویس اهل بریتانیا است.
وی همچنین برنده جوایزی همچون جایزه اسکار بهترین فیلم‌نامه غیراقتباسی شده‌است.

## آثار ترجمه‌شده به فارسی
نمایشنامه‌های مسخره‌بازی‌ها و روزنکرانتز و گیلدنسترن مرده‌اند و بعد از مگریت و آرامش از نوعی دیگر و بازرس هاند واقعی و هملتِ داگ، مکبثِ کاهوت و آرکادیا و ساحل آرمانشهر و مسئله پیچیده و راک اند رول و لئوپولداشتات به فارسی درآمده و منتشر شده‌است.
- سفر. ت‍ام اس‍ت‍وپ‍ارد. مترجمان مهدی نوری، نازنین دیهیمی. تهران: انتشارات ماهی، ۱۳۹۳. شابک۹۷۸-۹۶۴-۲۰۹-۲۰۱-۷
- مسئله غامض ترجمه سمیرامیس بابایی نشر ثالث ۱۳۹۷ شابک: ۹۷۸-۶۰۰-۴۰۵-۲۰۵-۴

## فیلم‌شناسی
- روزنکرانتز و گیلدنسترن مرده‌اند (فیلم)